# Музей цивилизации (Квебек)
Музей цивилизации (фр. Musée de la civilisation à Québec) — музей в Квебеке, открывшийся 19 декабря 1988 года. Здание музея спроектировал Моше Сафди. Первым директором музея был Роланд Арпин (руководил до 2001 года).
Бывшие здания Banque de Paris и Maison Estèbe на улице Сан-Пьер были интегрированы в музейный комплекс. Главными темами экспозиций музея являются этнология и история. За первые 20 лет существования Музей цивилизации посетили более 13 миллионов человек.
На 6000 квадратных метров одновременно проводится 10 выставок. Из них три постоянных выставки - Le Temps des Québécois об истории города, Nous, les premières nations о коренном населении Канады и Territoires о провинции Квебек. Помимо этого, периодически проходят выставки, рассказывающие об истории и культуре иных народов. Также происходит развитие виртуальных выставок.